# Бромид европия(III)
Бромид европия(III) — неорганическое соединение, 
соль европия и бромистоводородной кислоты с формулой EuBr3,
светло-серые кристаллы,
растворяется в воде,
образует кристаллогидрат.

## Получение
- Действие газообразного бромистого водорода на опилки европия:

{\displaystyle {\mathsf {2Eu+6HBr\ {\xrightarrow {T}}\ 2EuBr_{3}+3H_{2}}}}
- Бромирование металлического европия:

{\displaystyle {\mathsf {2Eu+3Br_{2}\ {\xrightarrow {300^{o}C}}\ 2EuBr_{3}}}}

## Физические свойства
Бромид европия(III) образует светло-серые кристаллы.
Образует кристаллогидрат состава EuBr3•xH2O.

## Химические свойства
- Разлагается при нагревании:

{\displaystyle {\mathsf {2EuBr_{3}\ {\xrightarrow {800^{o}C}}\ 2EuBr_{2}+Br_{2}}}}